# Teplické skály

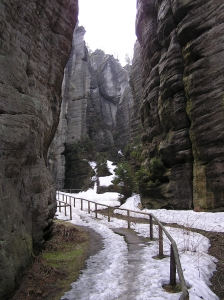
Teplické skály

Teplické skály (Teplicer rotsen) is een rotsformatie in het NPR Adršpašskoteplické skály in het district Náchod in het landschapspark Broumovsko (Tsjechisch: Chráněná krajinná oblast Broumovsko) dicht bij het Reuzengebergte en circa 2 km van Teplice nad Metují, in de Noord-Tsjechische regio Hradec Králové.
Deze zandsteenrotsen liggen op een hoogte van ongeveer 500 meter en gelden als natuurreservaat. Ze liggen in het midden van het zuidelijke gedeelte van het plateau. De rotsformaties zijn robuuster dan die van Adršpach met diepe ravijnen en begroeiing.
De top van de rots de Ooievaar met 786 meter is het hoogst. Er zijn diverse uitkijkplaatsen. Ook hier zijn mooie namen zoals de Wachttoren, Rotskroon, Slagersbijl.
Sinds een bosbrand die de bosbegroeiing verwoestte zijn de rotsen pas ontdekt. In 1790 bezocht Johann Wolfgang Goethe de rotssteden. Tegenwoordig is het een toeristische natuurattractie. Ook wordt er geklommen.
Bereikbaar vanaf Hradec Králové over de E67 naar Náchod. Vanaf Trutnov bereikbaar over de R37 en R33 naar Náchod.